# Вижницький район (1940—2020)
Ви́жницький райо́н — колишній район України в південно-західній частині Чернівецької області України з адміністративним центром у місті Вижниця, який існував протягом 1940—2020 років і був ліквідований під час Адміністративно-територіальної реформи в Україні.

## Географія
Вижницький район розташовувався у південно-західній частині Чернівецької області. По річці Черемош він межував на південному заході з Косівським районом Івано-Франківської, на південному сході — зі Сторожинецьким, а на заході з Путильським районом Чернівецької області та на півдні з Румунією.

## Символи
Герб та прапор Вижницького району розробив Жаворонков Валерій Павлович — художник-педагог, Заслужений працівник культури України, Член Національної спілки художників України.

## Історія
На основі археологічних знахідок відомо, що перші стоянки людей з'явилися тут ще в період палеоліту. З того часу кількість поселень поступово збільшувалася. Одна з найбільш ранніх письмових згадок датується 1158 роком про фортецю Городок на Черемоші (Вижниця), зруйнованої монголо-татарами у середині XIII століття. Згодом зустрічаємо в літописах Вашківці, Карапчів, Замостя, Вилавче.
Понад 7 століть край входив до складу різних держав: Київської Русі, Галицько-Волинського князівства. Молдавської держави, Польського королівства, Османської, Російської імперій, Австро-Угорщини, Румунії, Радянського Союзу і з 1991 року в складі України.
Про цей час в історії краю збереглося чимало легенд, переказів, назв і місцевостей того чи іншого населеного пункту. Найвідомішими є легенди про Аннину гору, скарби Довбуша на Стебнику, про Судилів.
Історичні події району пов'язані з селянським повстанням Мухи та Лук'яна Кобилиці, перебуванням гетьмана Пилипа Орлика, діяльністю відомого європейського політика Миколи Василька, російського генерала Карбишева.
Навколо назви районного центру точиться чимало суперечок. Саме звідси починаються гори Карпати і ще у XII столітті за правління князя Ярослава Осмомисла збудовано фортецю. Навколо неї стояли вежі, на яких чатували вартові. 1259 року на Буковину прийшли війська монголо-татар під керівництвом Бурундая і зруйнували усі укріплення, зокрема Городок на Черемоші (Вижниця). Уціліла одна вежа, і це дало нову назву поселенню. Легенди свідчать, що Вижниця походить від дерева вишні, яких тут багато; воза та ваги що пов'язано з торгівлею; висоти, і звідси — Вижниця, Возниця, Важниця, Вежниця, Вижній.
У XVIII столітті Вижниця була одним з найбільш населених пунктів Буковини. Крім українців, тут проживали вірмени, євреї. Останні займалися ремеслом та торгівлею і в 1767 році молдавський господар видав грамоту на право торгового містечка. З приходом до влади Австрійської монархії наприкінці XVIII ст. відбуваються чималі зміни. Замінюється кріпаччина на панщину, починається розпад сільської общини, засновується православний релігійний фонд, починається сплав лісу по річці Черемош, дозволено ввозити алкогольні напої, вводяться нові податки, запроваджується садіння картоплі, розводяться сади, будуються церкви, школи.
Утиски місцевого населення призвели до того, що воно стало писати скарги, брати участь у русі опришків під керівництвом Мирона Штолюка (1817—1830) та селянському повстанні під керівництвом депутата австрійського парламенту Лук'яна Кобилиці у 1848 році, що призвело до ліквідації кріпаччини та багатьох панських повинностей.
Великий внесок зробили для Вижниці депутат австрійського парламенту Микола Василько та бургомістр Марк Фогель на початку XX століття. До першої світової війни вони зуміли організувати будівництво електростанції, лікарні, каналізації, бурси для гімназистів, гімназію, школи токарства, різьбярства та металевої орнаментики (нині коледж прикладного мистецтва), школи, брукованих доріг, приміщення залізничного вокзалу.
Цікавим був національний склад містечка у 1900 році. У ньому проживали 199 українців, 3977 євреїв і 270 поляків та німців.

## Природно-заповідний фонд Вижницького району

### Національні природні парки
Вижницький (загальнодержавного значення).

### Іхтіологічні заказники
Сіретський (частково), Черемоський (частково).

### Ентомологічні заказники
Чарівне крильце.

### Ландшафтні заказники
Лужки (загальнодержавного значення), Стебник (загальнодержавного значення).

### Ботанічні пам'ятки природи
Два платани, Ділянка барвінку малого, Коркове дерево, Кошман, Лісничка.

### Геологічні пам'ятки природи
Багнянські старожитності, Лекеченські скелі, Лопушнянські водограї, Сіретські скелі, Скелі «Кінашки», Чемернарський Гук, Чемернарський Нижній Гук.

### Гідрологічні пам'ятки природи
Вижницька мінеральна, Джерело «Мигове-1», Джерело «Мигове-2», Джерело «Черешенька».

### Заповідні урочища
Чемернарське.

### Парки-пам'ятки садово-паркового мистецтва
Берегометський, Вашківецький, Вижницький, Карапчівський.

## Економіка
Район багатий на лісові масиви. З 1816 р. до кінця 70-х років ХХ ст. по річках сплавляли ліс, що давало можливість заробляти лісорубам, плотогонам на проживання. Досі заготівлею і обробкою деревини займається чимало підприємців малого і середнього бізнесу. Також річки Сірет і Черемош приваблюють екстремалів.
Особливою увагою на Вижниччині користується форелеве господарство у селі Лопушна, де вирощують мальків риби.

### Туризм
У 1859 році розкрито цілющі властивості місцевої природи, а тому регулярно на відпочинок почали приїздити сюди жителі багатьох міст та містечок Австрійської імперії, а згодом боярської Румунії.
З 60-х років ХХ ст. працював піонерський табір, а згодом на його базі відкрито туристичну базу «Черемош».
Водоспади:
- Чемернарський Гук
- Чемернарський Нижній Гук
- Лопушнянські водограї
- Лекечі
- Лужки
- Міква

## Населення
Розподіл населення за віком та статтю (2001):
| Стать | Всього | До 15 років | 15-24 | 25-44 | 45-64 | 65-85 | Понад 85 |
| --- | ------ | ----------- | ----- | ----- | ----- | ----- | -------- |
| Чоловіки | 28 214 | 6574        | 4422  | 8557  | 5516  | 3024  | 121      |
| Жінки | 31 777 | 6360        | 4639  | 8292  | 6808  | 5374  | 304      |
| \| Статево-вікова піраміда \| Статево-вікова піраміда \| Статево-вікова піраміда \| \| ----------------------- \| ----------------------- \| ----------------------- \| \| Чоловіки \| Вік \| Жінки \| \| 121 \| 85 + \| 304 \| \| 240 \| 80-84 \| 508 \| \| 580 \| 75-79 \| 1248 \| \| 1044 \| 70-74 \| 1734 \| \| 1160 \| 65-69 \| 1884 \| \| 1188 \| 60-64 \| 1792 \| \| 950 \| 55-59 \| 1380 \| \| 1603 \| 50-54 \| 1768 \| \| 1775 \| 45-49 \| 1868 \| \| 2205 \| 40-44 \| 2208 \| \| 2052 \| 35-39 \| 1981 \| \| 2154 \| 30-34 \| 2037 \| \| 2146 \| 25-29 \| 2066 \| \| 2247 \| 20-24 \| 2146 \| \| 2175 \| 15-20 \| 2493 \| \| 2638 \| 10-14 \| 2584 \| \| 2188 \| 5-9 \| 2124 \| \| 1748 \| 0-4 \| 1652 \| |        |             |       |       |       |       |          |
| Статево-вікова піраміда |        |             |       |       |       |       |          |
| Чоловіки | Вік    | Жінки       |       |       |       |       |          |
| 121 | 85 +   | 304         |       |       |       |       |          |
| 240 | 80-84  | 508         |       |       |       |       |          |
| 580 | 75-79  | 1248        |       |       |       |       |          |
| 1044 | 70-74  | 1734        |       |       |       |       |          |
| 1160 | 65-69  | 1884        |       |       |       |       |          |
| 1188 | 60-64  | 1792        |       |       |       |       |          |
| 950 | 55-59  | 1380        |       |       |       |       |          |
| 1603 | 50-54  | 1768        |       |       |       |       |          |
| 1775 | 45-49  | 1868        |       |       |       |       |          |
| 2205 | 40-44  | 2208        |       |       |       |       |          |
| 2052 | 35-39  | 1981        |       |       |       |       |          |
| 2154 | 30-34  | 2037        |       |       |       |       |          |
| 2146 | 25-29  | 2066        |       |       |       |       |          |
| 2247 | 20-24  | 2146        |       |       |       |       |          |
| 2175 | 15-20  | 2493        |       |       |       |       |          |
| 2638 | 10-14  | 2584        |       |       |       |       |          |
| 2188 | 5-9    | 2124        |       |       |       |       |          |
| 1748 | 0-4    | 1652        |       |       |       |       |          |

Національний склад населення за даними перепису 2001 року:
| Національність | Кількість осіб | Відсоток |
| -------------- | -------------- | -------- |
| українці       | 58924          | 98,22 %  |
| росіяни        | 631            | 1,05 %   |
| румуни         | 196            | 0,33 %   |
| молдовани      | 58             | 0,10 %   |
| білоруси       | 49             | 0,08 %   |
| інші           | 135            | 0,23 %   |

Мовний склад населення за даними перепису 2001 року:
| Мова       | Кількість осіб | Відсоток |
| ---------- | -------------- | -------- |
| українська | 59104          | 98,52 %  |
| російська  | 620            | 1,03 %   |
| румунська  | 165            | 0,28 %   |
| молдовська | 34             | 0,06 %   |
| білоруська | 27             | 0,05 %   |
| інші       | 43             | 0,07 %   |

## Політика
25 травня 2014 року відбулися Президентські вибори України. У межах Вижницького району була створена 41 виборча дільниця. Явка на виборах складала — 64,99 % (проголосували 29 765 із 45 796 виборців). Найбільшу кількість голосів отримав Петро Порошенко — 49,51 % (14 738 виборців); Юлія Тимошенко — 27,23 % (8 106 виборців), Олег Ляшко — 11,76 % (3 501 виборців), Анатолій Гриценко — 3,95 % (1 176 виборців). Решта кандидатів набрали меншу кількість голосів. Кількість недійсних або зіпсованих бюлетенів — 1,13 %.

## Культура
Самодіяльні народні колективи «Смеречина», «Черемшина» показують через танець звичаї, традиції, культуру гуцулів та українського народу далеко за межами України — у Польщі, Румунії, Франції, Росії, Чехії, Бельгії.
Багато збирається гостей на пісенний конкурс імені Назарія Яремчука та міжнародний гуцульський фестиваль.
Особливе захоплення викликає у відпочиваючих туристичної бази «Черемош», пансіонату матері та дитини у селі Виженка, дитячого табору «Юність» смт. Берегомет, представників зеленого туризму відвідини Вижницького національного природного парку, урочищ Лужки, Яворів, Протятого каміння, купання у річках Черемош та Сірет, гори Стіжок і обов'язково печери Довбуша та підйомника гірськолижної траси с. Мигове та перевалу Німчич.

## Найпоширеніші прізвища в районі
Клим, Колотило, Ткачук, Марчук, Романюк, Іванчук, Мельничук, Чорней, Берник, Боднарюк, Граб, Токар, Гавалешко, Курик, Гакман, Павлюк, Данилюк, Бойчук, Мендришора, Андрюк, Григоряк, Бойко, Гаврилюк, Лучик, Паламарюк, Калинчук, Кузик, Горюк, Іванюк, Головач, Вірста, Труфин, Бужора, Жебчук, Татарин, Чорногуз, Шандро, Перепелиця, Андрійчук, Стринадко, Ватрич, Косован, Данко, Загул, Штефюк, Олексюк, Кузь, Боднарашек, Москалюк, Шутак, Дарій, Лютик, Понич, Максимюк, Гулей, Малиш, Думенко, Кушнірюк, Корпан, Івоняк, Гайсан, Нестерюк, Кудрик, Зозуля, Іпатій, Кермач, Гордійчук, Білак, Мазуряк, Шевчук, Шешуряк, Орендарчук, Семеген, Меленко, Попович, Фуштей, Бердюк, Зав'ялець, Лашкіба, Маковій, Кравчук, Гарас, Гуцул, Палій, Равлюк, Маковійчук, Бучок, Вовк, Мороз, Нагірняк, Фочук, Кусяк, Стратій, Герецун, Баланюк, Різун, Куташ, Гнатюк, Мотовилець, Юрійчук, Гладчук[джерело?]

## Персоналії
Вижниччина славиться вченими, художниками, письменниками, поетами, майстрами народної творчості. Її вихідцями є Юліуш Косак, Ганна Чарторийська, Темістокль Вірста, Валерій Жаворонков, Георгій Гарас, Аристид Вірста, Лео Штерн, Манфред Штерн, Опанас Шевчукевич, Назарій Яремчук, Йосиф Бург, Олег Ангельський, Сократ Іваницький, Дмитро Загул, Василь Михайлюк, Одарка Киселиця, Тарас Бойчук, Алла Дутківська, Марія Миколаївна Лобурак.
Тут отримали благословення і наснагу письменники, поети, композитори Юрій Федькович, Володимир Бабляк, Борис Гончаренко, Корнило Устиянович, Марія Устиянович-Бобикевич, засновник ансамблю «Смерічка» і основоположник нового музичного стилю в естрадній музиці 60-х років в Україні, народний артист України Левко Дудківський, Герой України, співак Василь Зінкевич та лауреат Шевченківської премії, видатний актор і кінорежисер Іван Миколайчук.
У с. Виженці, поблизу Вижниці збереглася купальня одного з засновників релігійної течії хасидизму Баал Шем Това, куди приїздять євреї з США, Австрії, Угорщини, Ізраїлю, Швейцарії та інших країн світу. У Вижниці знаходилася школа равенів (священиків), 11 синагог. У 1902 році проходив з'їзд хасидів, на якому побувала велика кількість представників єврейської національності з багатьох країн світу.